# Une fille qui mène une vie de garçon
Pour plus de détails, voir Fiche technique et Distribution.
Une fille qui mène une vie de garçon (La bugiarda) est une comédie à l'italienne franco-italo-espagnole de Luigi Comencini sortie en 1965. Elle est adaptée de la pièce de théâtre homonyme (it) de Diego Fabbri créée en 1954.

## Synopsis
Maria est une jolie Romaine plutôt sans scrupules. À l'occasion du recensement de sa maison, dans laquelle elle vit avec sa mère, elle rencontre Adriano, un noble d'âge mûr. Frappé par sa beauté, il se met à la courtiser, cachant d'abord le fait qu'il est déjà marié.
Maria est attirée par Adriano, et une relation commence entre les deux. Pendant ce temps, la mère de Maria, qui aimerait voir sa fille dans une bonne situation, la pousse à se fiancer avec Arturo, un jeune homme. Maria, après avoir découvert qu'Adriano est marié, se fiance à Arturo, mais maintient sa relation clandestine avec Adriano. Elle commence à raconter avec désinvolture  une série de mensonges à sa mère et à son petit ami, tout en cachant à Adriano ses fiançailles avec Arturo.
Afin de se partager entre ses deux amants, Maria raconte mensonges sur mensonges et finit par s'inventer une vie. Elle fait croire aux deux hommes qu'elle travaille comme hôtesse de l'air, empruntant l'identité d'une amie qui travaille effectivement dans une compagnie aérienne.

## Fiche technique
Sauf indication contraire, les informations mentionnées dans cette section peuvent être confirmées par la base de données cinématographiques IMDb,  présente dans la section « Liens externes ».
- Titre original : La bugiarda ou La mentirosa[1]
- Titre français : Une fille qui mène une vie de garçon ; Le Partage de Catherine ; La Menteuse[2]
- Réalisation : Luigi Comencini
- Scénario : Marcello Fondato et Luigi Comencini, d'après la pièce de Diego Fabbri (1954)
- Musique : Benedetto Ghiglia
- Décors : Luigi Scaccianoce (it)
- Costumes : Lucia Mirisola
- Photographie : Armando Nannuzzi
- Montage : Nino Baragli, Alfonso Santacana (it)
- Sociétés de production : Pathé Consortium Cinéma, Ultra Film, Tecisa
- Sociétés de distribution : Compagnie française de distribution cinématographique (France), Medusa Distribuzione (Italie), Nueva Films (Espagne)
- Pays de production :  Italie -  France -  Espagne
- Langue de tournage : italien
- Format : Noir et blanc - 35 mm - 1,85:1 - Son mono
- Genre : Comédie à l'italienne
- Durée : 103 minutes
- Dates de sortie :
  - Italie : 25 mars 1965 (Turin) ; 26 mars 1965 (Milan) ; 17 avril 1965 (Rome)
  - France : 2 août 1965[2]

## Distribution
- Catherine Spaak : Maria / Silvana / Caterina
- Enrico Maria Salerno : Adriano Silveri
- Marc Michel : Arturo Santini
- Manuel Miranda : Gianni Moraldi
- Janine Reynaud : Silvana
- Riccardo Cucciolla : Alfredo
- José Calvo : Père Alessandro
- Julia Caba Alba : Tante Ernestina
- Nando Angelini : Bruno

## Autour du film
- La pièce a fait l'objet d'une autre adaptation à la télévision en 1989 : La bugiarda (Isabella la ladra) de Franco Giraldi.